# 姆里亞
50°26′14″N 30°7′40″E / 50.43722°N 30.12778°E
姆里亞（烏克蘭語：Мрія）是位於烏克蘭北部的村莊，由基辅州布恰区的德米特里夫卡市鎮負責管轄。該村始建於1926年，面積0.8平方公里，海拔高度172米，2001年人口135，人口密度每平方公里168.8人。